# Flüchtlingssiedlung Bidi Bidi

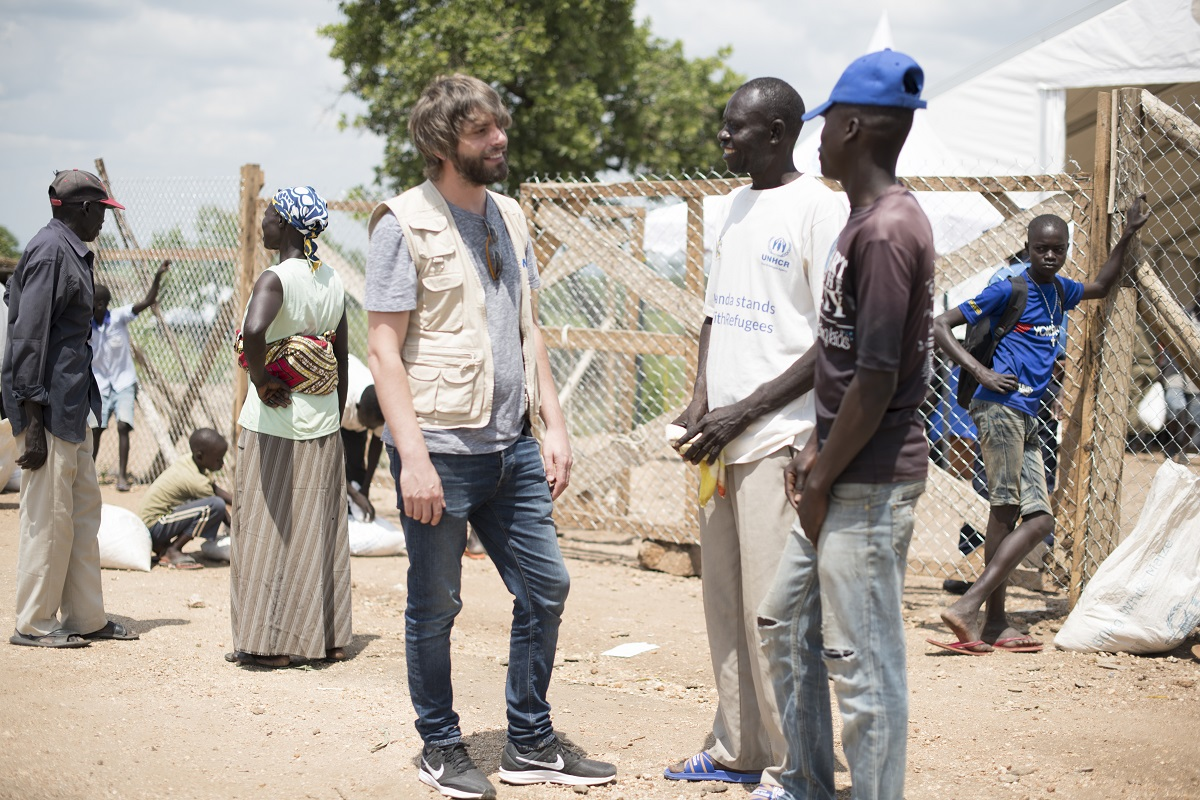
In der Flüchtlingssiedlung Bidi Bidi (2018)

Die Flüchtlingssiedlung Bidi Bidi liegt in der Provinz Yumbe im Nordwesten Ugandas. In Bidi Bidi leben 227.909 Menschen, die seit 2016 vor dem Bürgerkrieg im Südsudan flohen. Es ist damit die zweitgrößte Flüchtlingssiedlung der Welt (Stand Juli 2019).
Die Geflüchteten werden registriert und erhalten neben Nahrungsmittelpaketen und Wasserkanistern eine kleine Parzelle Land, auf der sie mit bereitgestellten Materialien eine Unterkunft errichten können.